# Lancelot Hogben
Lancelot Thomas Hogben (Portsmouth, 9 de diciembre de 1895 – Wrexham, 22 de agosto de 1975) fue un científico multidisciplinar de origen británico, miembro de la Royal Society. Fue especialmente conocido en el campo de la fisiología experimental, introduciendo el Xenopus laevis (un anfibio muy parecido al sapo) como modelo para la investigación biológica; en el campo de la estadística médica, oponiéndose activamente al movimiento pro-eugenesia; y en el campo de la divulgación científica.
Hogben escribió su autobiografía poco antes de morir, sin llegar a entregar una versión definitiva, por lo cual sus hijos Adrian y Annie Hogben la publicaron como autobiografía no autorizada.

## Biografía
Hogben nació en Portsmouth en 1895, hijo de padres metodistas. Tras mudarse a Londres, asistió a la escuela secundaria de Tottenham, en cuya biblioteca pública descubrió las obras darwinistas y obtuvo una formación extra en zoología de manera autodidacta. Mediante una beca, estudió medicina en el Trinity College de Cambridge, graduándose en fisiología en 1915. Adquirió convicciones socialistas, y participó en la Sociedad Fabiana de Cambridge. Adoptó una visión crítica del dogmatismo marxista, y acabó siendo un miembro muy activo del Partido Laborista. Finalmente, acabaría definiéndose como humanista. Durante la Primera Guerra Mundial, la conciencia pacifista de Hogben le llevó a negarse a realizar el servicio militar obligatorio, por lo cual fue encarcelado durante tres meses. En 1918 Hogben se casó con la economista y sindicalista Enid Charles, a la cual había conocido un año antes en Cambridge.

## Genética y fisiología
En 1917 Hogben ya era profesor en el departamento de zoología de la escuela universitaria de Birkbeck, y en 1919 pasó al Imperial College London de ciencia, tecnología y medicina, que contaba con un buen laboratorio de fisiología comparada. Allí Hogben dirigió un estudio sobre el proceso que siguen los pares de cromosomas justo antes de dividirse. Contra la teoría dominante de la tele-sinapsis (conexión a distancia entre cromosomas), Hogben planteó la posibilidad de para-sinapsis (conexión lateral). Esta sería una aportación importante a la teoría del cromosoma.
A partir de 1922, Hogben prosiguió su actividad en Edimburgo, estudiando la fisiología de la glándula pituitaria en colaboración con otros biólogos como Julian Huxley y J. B. S. Haldane. Observaron la capacidad de ciertos vertebrados arcaicos, especialmente ranas, para oscurecer o aclarar el color de piel según el tono cromático de su entorno, lo cual les llevó a plantear un proceso de control endocrino sobre la mutación cromática. Así, aislaron una nueva hormona, la hormona estimulante melanocito, o MSH (del inglés melanocyte stimulating hormone).
En 1923 Hogben cofundó la Sociedad de Biología Experimental y su revista, junto con Julian Huxley y J. B. S. Haldane, con los cuales compartía una postura anti-eugenesia. Contra la separación estricta entre herencia y ambiente, Hogben planteaba la interdependencia entre la herencia natural y el apoyo ambiental (en inglés, nature & nurture).
En 1927 Hogben y su familia van a vivir a Ciudad del Cabo, Sudáfrica, en una zona con gran diversidad biológica. Allí Hogben fue pionero en el estudio de una especie de sapo, el Xenopus laevis, que posteriormente ha sido muy estudiado en diversos campos de la biología. Hogben demostró que la función ovaria del Xenopus laevis depende de una hormona pituitaria, la gonadotropina. Este hallazgo dio lugar a un test de embarazo relativamente fiable (libre de falsos positivos, si bien con posibilidad de falsos negativos), que fue de gran importancia clínica y social durante algunas décadas, hasta la introducción de nuevos tests inmunológicos en la década de 1960.
A nivel social, en Sudáfrica Hogben y su esposa se opusieron activamente a las políticas de discriminación racial.
Hogben retornó a Inglaterra para asumir la nueva cátedra de Biología Social en la London School of Economics, donde coincidió con figuras importantes de la genética y la demografía, como Ronald Fisher (figura destacada del movimiento pro-eugenesia), J. B. S. Haldane, Lionel Penrose, y Sewall Wright. En 1931 Hogben publicó Genetic Principles in Medicine and Social Science (Principios Genéticos en Medicina y Ciencia Social), tras tratar la materia en una serie de conferencias exitosas en la universidad de Birmingham. Adquirió una casa de campo en Devon, que es evocada por su hijo Adrian Hogben en un comentario que sugiere un enfoque limitado de la ciencia genética:

Lancelot gave me pairs of rabbits of six different breeds, which enabled me to verify Mendel's laws. But he warned me to avoid medical genetics. Genetic disorders were rare and most had been discovered.
[Traducción: ] Lancelot me dio pares de conejos de seis razas diferentes, con las que yo podía verificar las leyes de Mendel. Pero me avisó que evitara la genética médica. Los desórdenes genéticos eran raros y la mayoría habían sido descubiertos.
Adrian Hogben (1998, p. xiii)

La Royal Society de Edinburgo concedió a Hogben un premio por su contribución a la genética. En 1946, Hogben publicó An Introduction to Mathematical Genetics (Una introducción a la genética matemática).

## Divulgación científica
Because natural science is the only existing form of human co-operation on a planetary scale, men of science, who have to turn to journals published in many languages for necessary information, are acutely aware that the babel of tongues is a social problem of the first magnitude.  Men of science, more than others, have at their finger-tips an international vocabulary which is already in existence 
[Traducción: ] Ya que la ciencia natural es la única forma existente de cooperación humana a escala planetaria, los hombres de ciencia, que tienen que acudir a revistas publicadas en muchas lenguas para información necesaria, són agudamente conscientes de que la babel de lenguas es un problema social de primera magnitud. Los hombres de ciencia, más que otros, tienen en sus dedos un vocabulario internacional que ya existe (...)
Hogben, Interglossa. (1943, p. 7)

## Estadística médica
Hogben se encontraba en Oslo dando unas conferencias sobre la falsedad de las teorías raciales nazis, cuando estos ocuparon Noruega, y tuvo que escapar a través de Suecia, Siberia y Japón, emigrando temporalmente a Canadá con su familia. En 1942 volvió a Gran Bretaña, y en 1946 la universidad de Birmingham creó una nueva cátedra en Estadística Médica para él. En 1957, cuatro años antes de su retiro, escribió un análisis crítico de los errores o puntos débiles de la metodología estadística, Statistical Theory: an examination of the contemporary crisis in statistical theory from a behaviourist viewpoint (Teoría estadística: un examen de la crisis contemporánea en teoría estadística desde un punto de vista conductista). Hogben trataba de clarificar el misticismo que rodea el concepto de significación estadística. Esta obra fue reeditada en 1970 como primera parte del libro The Significance Test Controversy (La controversia del test de significación). Así, Hogben cuestionaba las bases de la estadística fisheriana, enfoque predominante sobre análisis de datos en medicina y ciencias sociales.

## Humanismo científico
En Dangerous Thoughts (Pensamientos peligrosos), de 1939, Hogben se autodefinía como humanista científico:

The Utopians—as they are usually called—anticipated scientific humanism because they saw clearly that human needs cannot be assessed in terms of "consumers' choice" and because they saw the hypertrophied metropolitanism of capitalist evolution creating psychological strains for which redistribution of spending power furnishes no sufficient remedy.
[Traducción: Los Utopistas—como son llamados usualmente—ya anticiparon el humanismo científico, porque vieron claramente que las necesidades humanas no pueden ser evaluadas en términos de “elección del consumidor”, y porque ya vieron el metropolitanismo hipertrofiado de la evolución capitalista creando tensiones psicológicas para las cuales la redistribución del poder adquisitivo no provee suficiente remedio.]
Hogben (1998, p. xvii)

## Algunas obras
- Lancelot T. Hogben (1926). Comparative physiology. London: Sedgwick & Jackson; New York: MacMillan.
- — (1927). Principles of evolutionary biology. Cape Town and Johannesburg: Juta.
- — (1930). The nature of living matter. London: Kegan Paul.
  - — Traducción por Miguel López Atocha. Qué es la materia viva? Madrid : [s.n.], 1935 (Tall. Espasa-Calpe).
- — (1933). Nature and nurture. London: Williams & Norgate.
- — (1936). Mathematics for the million: a popular self-educator. London: Allen & Unwin; New York: Norton 1937.
  - — Traducción por Eduardo Condeminas Abós. La matemática en la vida del hombre. Barcelona : Joaquín Gil, [1941].
- — (1938). Science for the citizen: a self-educator based on the social background of scientific discovery. London: Allen & Unwin; New York: Norton.
- — (1939). Dangerous thoughts. London: Allen & Unwin.
- — (1943). Interglossa. A draft of an auxiliary for a democratic world order, being an attempt to apply semantic principles to language design. Harmondsworth and New York: Penguin Books.
- — (1949). From cave painting to comic strip: a kaleidoscope of human communication. London: Max Parrish.
  - — Traducción por Luis Jordá.  De la pintura rupestre a la historieta gráfica : Un valeidoscopio de los medios humanos de expresión gráfica. Barcelona : Omega, [1953].
- — (1955). Man must measure: The wonderful world of mathematics. London: Rathbone.
  - — Traducción por Ernesto Mascaró. 25000 años de Matemáticas : Historia ilustrada de los números, el cálculo y las medidas. Barcelona : Daimon; Bilbao : Grijelmo, [1959].
- — (1957). Statistical theory: An examination of the contemporary crisis in statistical theory from a behaviorist viewpoint. London: Allen & Unwin.
- — (1960). Mathematics in the making. London: Macdonald.
  - — Traducción por Oriol Prats Comes. El universo de los números : Historia y evolución de las matemáticas. Barcelona : Destino, [1966].
- — (1963). Essential World English. London: Michael Joseph.
- — (1964). The mother tongue. London: Secker & Warburg.
- — (1967). Mathematics for the million (4.ª ed., extensivamente revisasada con material adicional y completamente re-ilustrada). London: George Allen & Unwin; New York: Norton 1937.
- — (1968). The wonderful world of mathematics. London: Macdonald.
  - — Traducción por Gonzalo Medina. El maravilloso mundo de las matemáticas. [Madrid] : Aguilar, [1972].
- — (1968). The wonderful world of energy. London: Macdonald.
  - — Traducción por María Luisa Bravo García. El maravilloso mundo de la energía. [Madrid] : Aguilar, [1972].
- — (1969). The wonderful world of communication. London: Macdonald.
  - — Traducción por Javier Sánchez Cuenca. El maravilloso mundo de la comunicación. [Madrid] : Aguilar, [1972].